# Pierre de Vizcaya
Pierre de Vizcaya Laurent (Altorf, Francia, 5 de julio de 1894-París,  16 de julio de 1933), fue un piloto de automovilismo español.

## Biografía
Pierre de Vizcaya compitió principalmente en la carrera de Grand Prix. En 1921 ganó el Gran Premio de Penya Rhin. Al año siguiente, en 1922, obtuvo el segundo lugar del Gran Premio de Francia, y el tercer lugar en el Gran Premio de Italia. El 30 de mayo de 1923 Pierre de Vizcaya participó en las 500 Millas de Indianápolis, carrera de automovilismo de velocidad para monoplazas fiscalizada por la Asociación Automovilística Estadounidense. Sin embargo, solamente logró recorrer 166 de un total de 200 vueltas. En 1926 clasificó como tercer lugar en el Gran Premio de Francia.

### Fallecimiento
El 15 de julio de 1933 Pierre de Vizcaya se encontraba conduciendo a altas velocidades acompañado de Carlo Felice Trossi e impactó contra otro automóvil que circulaba a gran velocidad en el Bosque de Boulogne en París. (otra versión no confirmada indica que un perro que viajaba a bordo, intentó saltar fuera del auto y al intentar atraparlo, Pierre se cayó del auto y se golpeó la cabeza). El coche dio dos vueltas de campana y pese a que lo trasladaron al hospital, Pierre falleció a las 7 de la mañana del día siguiente.
Dos de sus tres hermanos, Jean de Vizcaya y Fernando de Vizcaya, habían fallecido en los dos años anteriores debido a un accidente de aviación y a un fallo cardíaco respectivamente.